# Centro de Estudios del Museo Nacional Centro de Arte Reina Sofía

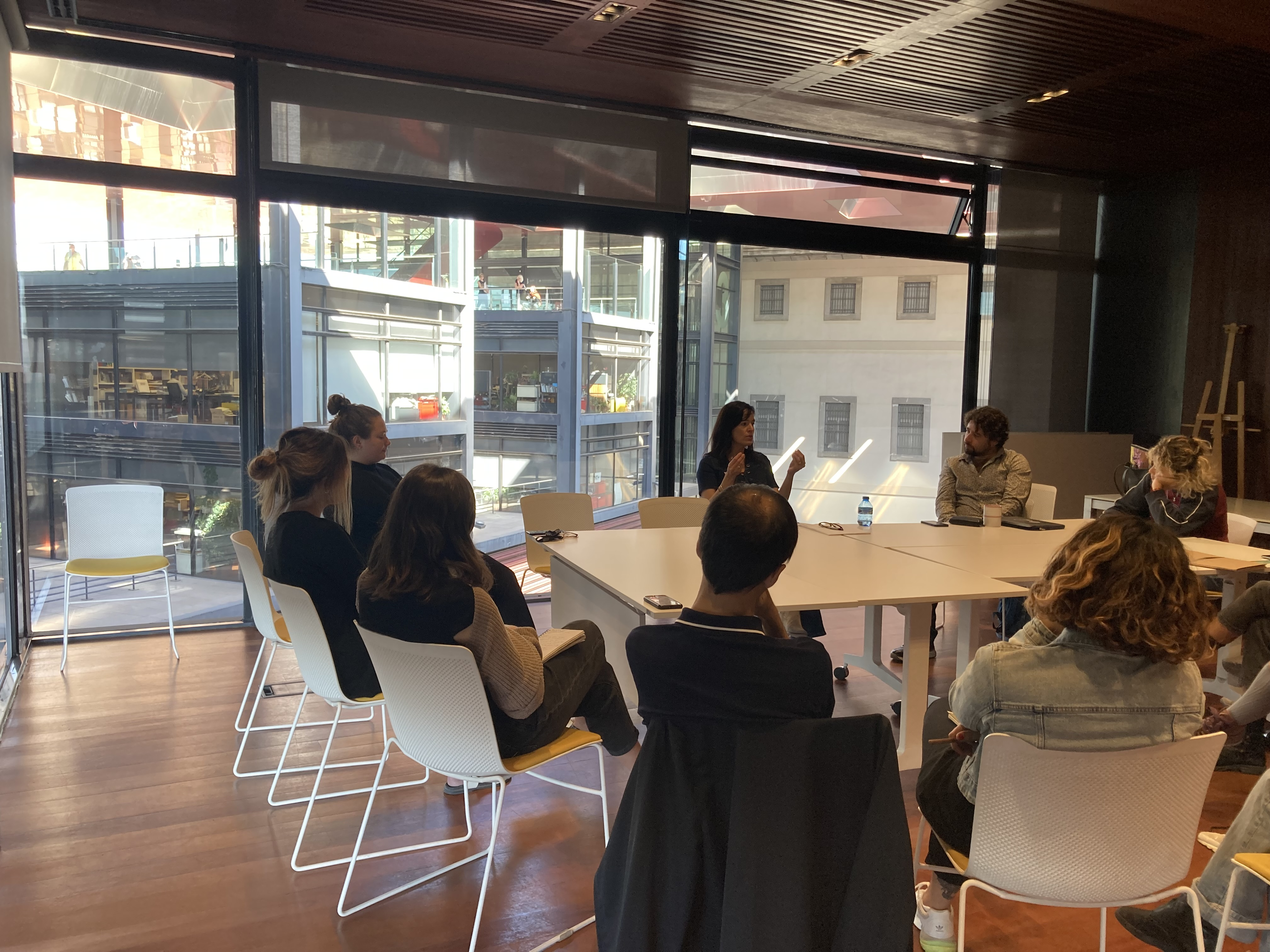
Seminario en el Centro de Estudios del MNCARS con Alexandra T. Vázquez.

El Centro de Estudios del Museo Reina Sofía es una plataforma colaborativa y un ámbito de experimentación institucional al interior de la Dirección de Estudios del Museo Reina Sofía, donde se llevan a cabo iniciativas de formación e investigación. A través de actividades, seminarios, programas académicos y publicaciones, quiere aportar nuevos conocimientos y abordajes críticos para pensar los complejos cruces entre el arte y la sociedad, la economía y la política contemporáneas.

## Programas académicos
El Centro de Estudios cuenta con una programación de grado y posgrado, co-organizados entre distintas universidades españolas y el Museo. Ofrece tres programas de enseñanza reglada: El máster universitario en Historia del Arte Contemporáneo y Cultura Visual, organizado por la Universidad Autónoma de Madrid, la Universidad Complutense de Madrid y el Museo Reina Sofía, se plantea como un espacio de investigación y reflexión conjunta entre el Museo y la Universidad, con el objetivo de formar a sujetos críticos en las condiciones de producción cultural contemporánea y debatir los discursos y experiencias que integran el campo artístico. Desde 2022, se incorpora a estas opciones, el programa de estudios propios del museo, Tejidos Conjuntivos.
El máster en Práctica Escénica y Cultura Visual ofrece un contexto de investigación práctica donde experimentar y desarrollar proyectos así como debatir, cuestionar y reflexionar de forma crítica sobre la diversidad de modos en que la práctica artística genera conocimiento. Se propone como un espacio para creadoras e investigadoras con interés en desarrollar nuevas estrategias de aproximación al trabajo.
Este programa de estudios transdisciplinar, es un proyecto de ARTEA y un título propio de la Universidad de Castilla-La Mancha que ofrece a las participantes competencias específicas en sus ámbitos de investigación y desempeño profesional, a la vez que facilita procedimientos de inserción en la realidad artística de la ciudad, promoviendo encuentros con artistas, investigadoras, gestoras y curadoras invitadas. Constituye un contexto idóneo para personas con experiencia o formación en teatro, danza, arte de acción, artes visuales, música, arquitectura, historia del arte, humanidades, gestión cultural y áreas afines que deseen implicarse en proyectos de investigación basados en la práctica y en un contexto colaborativo.
Además, el programa formativo del Centro de Estudios del Museo Reina Sofía ofrece un Grado en Artes, organizado por la Universidad Abierta de Cataluña (UOC) en colaboración con el Museo Reina Sofía, parte de una noción expandida de las Bellas artes que desborda los límites tradicionales de la práctica artística. La demanda creciente, en las sociedades avanzadas, de una intervención de la imaginación, la creatividad y la capacidad de expresión en ámbitos sociales y profesionales muy distintos, exige y permite nuevas propuestas formativas.

## Programas de estudios propios
Paralelamente con los programas académicos, el museo desarrolló de 2022 a 2024 un nuevo programa de estudios propios, denominadoTejidos Conjuntivos. Se trató de un plan de estudios avanzados, con carácter experimental, duración anual y orientado a la consecución de un Título Autónomo en Museología Crítica, Prácticas Artísticas de Investigación y Estudios Culturales. La matrícula era gratuita y abierta a personas con intereses amplios en museología, práctica artística, humanidades, teoría crítica, gestión cultural e imaginación política. Gracias a la inmersión en un entorno de investigación formativa, se buscaba potenciar la interdisciplinaridad, el compromiso investigador, el aprendizaje procedimental y la autonomía didáctica.
Tejidos Conjuntivos se estructura con base en la combinación de los dos tipos de dispositivos mencionados: nueve seminarios y diez nodos críticos.  Entre ellos, están, Formas de cultura, Literatura e imaginación social, Lengua, poder y capital, Historia radical, Necropolítica, estética y memoria, Estudios culturales ibéricos, Estudios negros ibéricos, Repensar el museo y la Práctica artística de investigación.

## Cátedras
El Centro de Estudios del Museo Reina Sofía tiene espacios de diálogo y debate llamados Cátedras. En diciembre de 2022 se cuentan cuatro cátedras activas.

La Cátedra Juan Antonio Ramírez  rinde homenaje al historiador del arte español Juan Antonio Ramírez (1948-2009), fundador del máster universitario en Historia del Arte Contemporáneo y Cultura Visual, coorganizado por la Universidad Autónoma de Madrid, la Universidad Complutense de Madrid y el Museo. Se trata de estudios de historia del arte en su vertiente más libre, inventiva y original es la que perfila este espacio de interpelación colectiva que convoca anualmente a una figura de prestigio internacional para impartir una conferencia magistral y un seminario intensivo con los que se inaugura el año académico del Centro de Estudios.

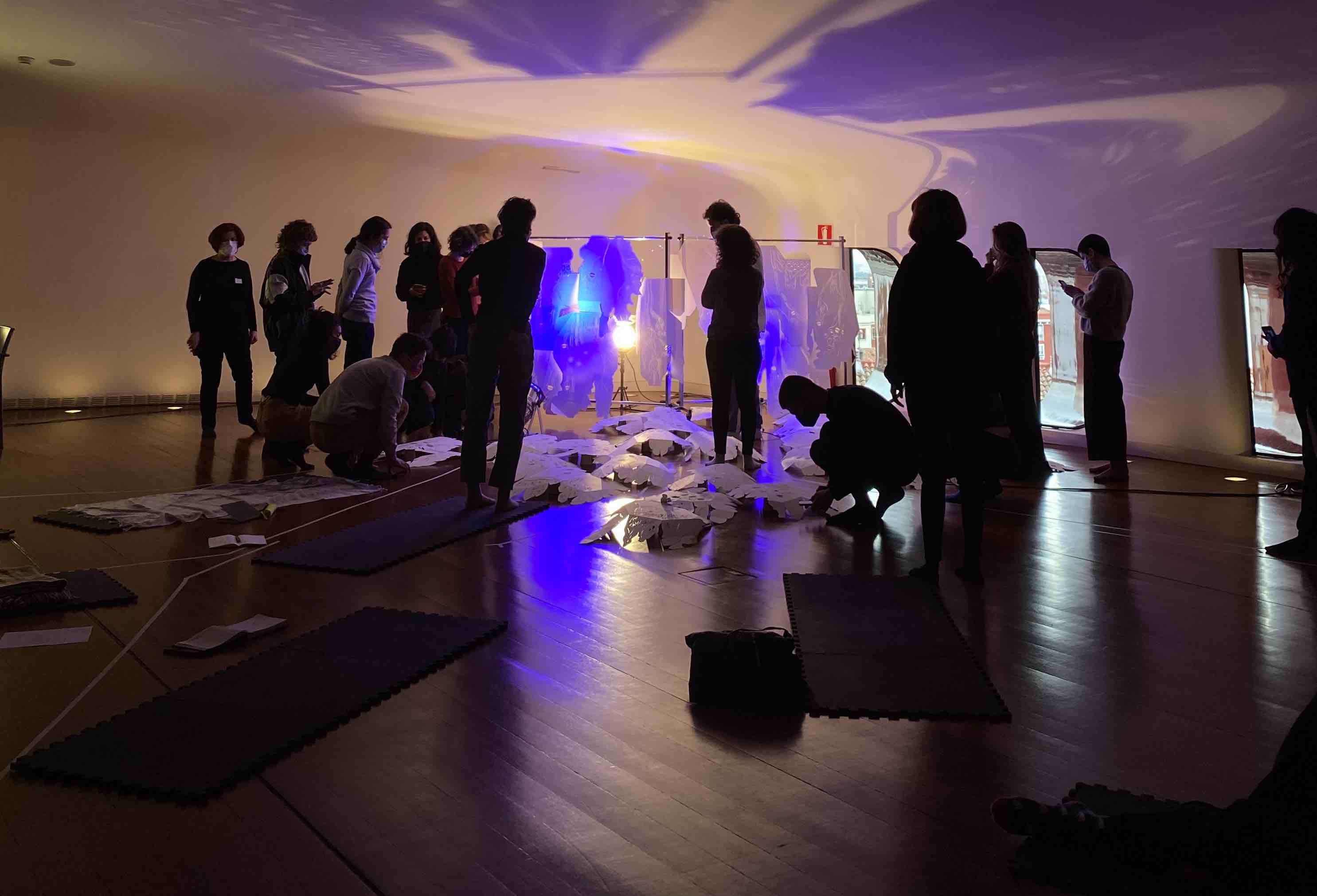
Actividad Centro de Estudios Museo Reina Sofía

La Cátedra Teatralidades expandidas está comisariada por el colectivo ARTEA y tiene por objetivo analizar el pensamiento que habita las prácticas escénicas y performativas, e invitar a escuchar y promover los diálogos que se dan entre las prácticas artísticas y los modos de teatralidad social, con el objetivo de incidir en la potencia política del teatro, la coreografía y el arte de acción, teniendo en cuenta aquello que les es inherente: los modos de producción colaborativa y la copresencia de los cuerpos, diferenciados y singularizados, convertidos en lugares de enunciación de discursos, de manifestación de disidencias y de emergencia del deseo como motor de vida.
La Cátedra Aníbal Quijano está comisariada por la antropóloga y feminista argentina Rita Segato con la colaboración de la investigadora peruana Elisa Fuenzalida. Pretende abrir una vía de reflexión-acción colectiva a partir de los aportes del pensamiento decolonial latinoamericano, en especial del intelectual peruano Aníbal Quijano (1928-2018), con el objetivo de incorporarla a los muchos puntos de vista actuales que despojan a la modernidad de sus promesas primigenias.
La Cátedra Pensamiento situado es un proyecto compartido e itinerante entre la Universidad Autónoma Metropolitana (UAM; campus Cuajimalpa, Ciudad de México) y el Museo Reina Sofía. Su propósito es profundizar en las problemáticas de plataformas colaborativas y experiencias de trabajo colectivas desarrolladas en distintos ámbitos universitarios, artísticos y activistas en América Latina, tales como el Seminario Cartografías Críticas (UAM) y la Red de Conceptualismos del Sur, entre otras.

## Dirección
El Centro de Estudios del Museo Reina Sofía ha tenido a las siguientes personas ocupando la dirección: 
Julia Morandeira Arrizabalaga (2024) 
Germán Labrador Méndez (2022-2023) 
Ana Longoni (2018-2021) 
Mela Dávila (2015-2017)
Berta Sureda  (2008-2014)